# Batman
Batman (lit.  "Homem-Morcego") é um personagem fictício e super-herói da editora norte-americana DC Comics, criado pelo escritor Bill Finger a partir dos esboços do desenhista Bob Kane, aparecendo pela primeira vez na revista Detective Comics #27 (maio de 1939) com o nome "Bat-Man".
A identidade secreta do Batman é Bruce Wayne, um bilionário americano, playboy, magnata de negócios, filantropo e dono da corporação Wayne Enterprises. Depois de testemunhar o assassinato dos seus pais enquanto criança, Wayne jurou vingança com um ideal de justiça contra os criminosos. Wayne, então, treina física e intelectualmente e cria uma persona inspirada no morcego para combater o crime. Batman opera na cidade fictícia Gotham, sendo ajudado por seu mordomo Alfred Pennyworth, o comissário de polícia Jim Gordon e diversos aliados vigilantes, sendo Robin seu parceiro mais recorrente. Ao contrário da maioria dos super-heróis, Batman não tem superpoderes; assim, na sua guerra contra o crime, utiliza seu intelecto de gênio, sua perícia em artes marciais e sua destreza física — bem como sua riqueza, que lhe garante um arsenal de última geração. Uma grande variedade de vilões compõe a galeria de inimigos do Batman, incluindo o Coringa, seu nêmesis.
Batman tornou-se popular assim que foi apresentado, acabando por ganhar a sua própria história em quadrinhos em 1940. Enquanto as décadas progrediram, foram surgindo divergências sobre a interpretação do personagem. No final dos anos de 1960, a série de televisão Batman usava uma estética camp, que continuou a ser associada ao personagem muitos anos após o fim da série. Vários criadores trabalharam no sentido de devolver o personagem às suas raízes sombrias, culminando com The Dark Knight Returns (1986), de Frank Miller, seguido por Batman: The Killing Joke (1988), de Alan Moore, e Arkham Asylum: A Serious House on Serious Earth (1989), de Grant Morrison. Apesar dessa decisão radical, o sucesso cinematográfico Batman da Warner Bros. ajudou a manter o interesse do público no personagem.
A DC apresentou Batman em muitas histórias em quadrinhos, incluindo histórias em quadrinhos publicadas sob seus selos, como Vertigo e Black Label. A revista em quadrinhos do Batman mais antiga, Detective Comics, é a revista em quadrinhos mais antiga dos Estados Unidos. Batman é frequentemente retratado ao lado de outros super-heróis da DC, como Superman e Mulher Maravilha, sendo membro de equipes como a Liga da Justiça e os Renegados. Além de Bruce Wayne, outros personagens assumiram a personalidade do Batman em diferentes ocasiões: Azrael, no arco de história Knightfall de 1993–1994; Dick Grayson, o primeiro Robin, entre 2009 e 2011; e Jace Fox, filho de Lucius Fox, aliado de Wayne, a partir de 2021. A DC também publicou quadrinhos apresentando versões alternativas do Batman, incluindo a encarnação vista em The Dark Knight Returns e seus sucessores, a encarnação do evento Flashpoint (2011) e inúmeras interpretações do selo Elseworlds.
Como um ícone cultural, Batman já foi licenciado e adaptado para uma grande variedade de mídias, desde o rádio e a televisão ao cinema e os videogames. O personagem tem motivado os psiquiatras a tentarem entender a sua psique conflituosa. Em maio de 2011, o IGN colocou Batman em #2, atrás do Superman, no Top 100 dos "Melhores Heróis de Todos os Tempos das Histórias em Quadrinhos", tal como a revista Empire na sua lista dos "50 Melhores Personagens dos Quadrinhos". Batman já foi interpretado tanto no cinema como na televisão por Lewis Wilson, Robert Lowery, Adam West, Kevin Conroy, Michael Keaton, Val Kilmer, George Clooney, Christian Bale, Ben Affleck e Robert Pattinson.

## Autoria
Anteriormente, Bob Kane era creditado como o criador oficial do Batman, inspirado em um esboço de Leonardo Da Vinci, em heróis pulps como Zorro e O Sombra e o filme The Bat. Porém, é amplamente aceito que o escritor Bill Finger foi decisivo na formação de pontos-chave do herói, como a capa, o capuz, os personagens coadjuvantes, a Batcaverna, o Batmóvel, as roupas negras, o nome civil "Bruce Wayne", o nome e a temática sombria de Gotham e a maioria dos equipamentos que consagraram o Batman, evoluindo-o de um mascarado estereotipado para um dos super-heróis mais lucrativos de todos os tempos.

## Artistas de maior destaque
Com histórias em quadrinhos publicadas ininterruptamente desde maio de 1939, passando por várias revistas diferentes, Batman já teve aventuras criadas e desenhadas por muitos artistas. No entanto, alguns, ou devido à importância de determinada história clássica, ou pela contribuição que tiveram para enriquecer o universo do personagem, ou até mesmo, simplesmente, pela grande quantidade de anos e histórias em que trabalharam com ele, ganharam maior destaque e são sempre lembrados pelos fãs/leitores ou pela crítica especializada. Entre eles destacam-se Bill Finger, Bob Kane, Jerry Robinson, Dick Sprang, Sheldon Moldoff, Neal Adams, Dennis O'Neil, Marshall Rogers, Doug Moench, Frank Miller, Jim Aparo, Alan Grant, Norm Breyfogle, Chuck Dixon, Graham Nolan, Jim Lee, Grant Morrison, Frank Quitely, Alan Moore, Tom King, Scott Snyder, Greg Capullo, James Tynion IV e Steve Englehart.

## História editorial
Oficialmente, o super-herói Batman foi criado em 1939, por Bob Kane, sob encomenda da DC Comics, a qual, na esteira do sucesso estrondoso do Superman, o primeiro super-herói da história dos quadrinhos, encomendou o novo super-herói. Bob Kane teria criado o visual e a ideia original de um super-herói sem poderes, um detetive, que trabalharia nas trevas, em histórias sombrias. Mas foi o roteirista Bill Finger quem deu o formato definitivo do personagem ao longo da década seguinte, definindo seu caráter, o estilo de suas histórias e personagens, assim como vilões e locais clássicos do universo do personagem.
As histórias em quadrinhos eram, a princípio, mais sombrias, apresentando um Homem Morcego diferente do que conhecemos hoje, contudo, foram reformuladas para que fosse mais leves, logo, surge o personagem Robin, primeiro companheiro ou parceiro mirim de um super-herói de quadrinhos. Robin era uma criança alegre e multicolorida, para quebrar o clima muito sombrio das primeiras histórias. Ainda na década de 1940, criou-se a cidade fictícia de Gotham City, para ambientar as histórias do personagem e se permitir uma maior liberdade criativa, além de refletir o clima sombrio/noir de suas histórias.
Ainda nessa fase chamada Era de Ouro dos Quadrinhos, o trio criativo do personagem, Kane, Finger e o arte-finalista Jerry Robinson, criou uma galeria de vilões formada por personagens geralmente sem superpoderes, marcados pela loucura e psicopatia. Assim, foram criados Coringa, Mulher-Gato, Pinguim, Duas-Caras, Charada, Espantalho, Chapeleiro Louco, Cara-de-Barro e Hugo Strange.
A ascensão da indústria de quadrinhos de super-heróis nos Estados Unidos esteve profundamente ligada ao ambiente provocado pela Segunda Guerra Mundial. Com o fim do conflito, a indústria caiu dramaticamente. Apenas Batman, Superman, Mulher Maravilha e Capitão Marvel conseguiram continuar ininterruptamente a venda de suas revistas pelo período posterior. Batman e Superman foram se firmando como The World's Finest, Os Melhores do Mundo. Começou assim a era dos encontros entre heróis e personagens de revistas diferentes, nascendo o conceito de Universo Editorial, no caso, o Universo DC, e a produção de crossovers.
A Década de 1950 foi marcada por dois fatores decisivos: a Guerra Fria e a admiração e espanto do público em geral pela tecnologia, especialmente bélica e espacial. A Guerra Fria, a qual opôs os americanos capitalistas e a União Soviética socialista ocasionou uma perseguição, dentro dos Estados Unidos, a qualquer pessoa, instituição ou publicação que soasse comunista, e portanto, traidora dos valores americanos. Esse movimento, liderado pelo congressista McCarthy foi conhecido como Macarthismo. As histórias em quadrinhos foram só mais um setor que foi pressionado e influenciado pelo Macarthismo, o qual impôs que as histórias passassem a ser mais infantilizadas, simples, evitando qualquer assunto mais sério, polêmico ou de cunho social, pois se cria que comunistas poderiam estar semeando críticas e oposição ao capitalismo. Assim, nesse momento de infantilização forçada, surgiram personagens como Ace, o Bat-cão, o Bat-mirim e a Batwoman.
Paralelamente, o momento de avanços tecnológicos e científicos que o público assistia, espantado, influenciou profundamente o tipo de roteiros que se escrevia para os personagem nesta década. Super-heróis com poderes e origens com explicações pseudo científicas, como o Lanterna Verde Hal Jordan, e o Flash Barry Allen são dessa época, substituindo versões antigas e mágicas desses heróis. Essa nova geração, com um novo estilo de histórias, levou a uma "atualização" dos personagens antigos, como o próprio Batman, sendo que este novo personagem atualizado era um tanto diferente do original. Isto provocaria reverberações na década seguinte. O vilão criado nesse período que obteve maior destaque foi o Senhor Frio. O grande artista por trás das revistas do Cavaleiro das Trevas nesse período foi Dick Sprang.
As histórias do Batman prosseguiram neste estilo durante a década de 1960. Data desse período a estreia de Hera Venenosa e do Superman Composto. Nessa década, Batman ganhou grande projeção devido à estreia e sucesso do clássico seriado cômico de televisão, estrelado por Adam West e Burt Ward. Por sinal, foi por exigência dos produtores do seriado, que se criou nos quadrinhos a segunda (e definitiva) versão da personagem Batgirl, além de se ressuscitar o personagem Alfred Pennyworth, morto nos quadrinhos há algum tempo. Um fato decisivo não só para o Cruzado de Capa, mas para todo Universo DC, foi a implementação do conceito de Multiverso. Como dito anteriormente, versões atualizadas de personagens antigos foram inseridas durante a Década de 1950. Na década seguinte decidiu-se que os personagens originais ainda existiriam, vivendo paralelamente aos atuais, de forma independente, como se houvesse várias versões do mesmo mundo e dos mesmos personagens. Assim, existia o Universo do Batman ativo, mas também um universo do "Batman original". Isso valeria até Crise nas Infinitas Terras, e seria trazido de volta após Crise Infinita.
A Marvel Comics acabou influenciando profundamente novos rumos nos roteiros do personagem. As histórias mais adultas e caráter dúbio dos personagens da editora concorrente, como o Homem-Aranha e o Hulk, e seu sucesso crescente durante a década de 1970, levaram a DC Comics a repensar sua linha editorial, o que ajudou o Batman a sair da sombra limitativa que o Macarthismo impunha aos roteiristas. As histórias do personagem passaram então a ser produzidas pelo roteirista Dennis O'Neil, pelo desenhista Neal Adams e pelo arte-finalista Dick Giordano, trio o qual criou histórias que traziam o personagem e seu mundo de volta ao estilo detetivesco e sombrio original. Na verdade, a dupla lançou a base do bat-universo e das histórias dos personagens, os quais duram até a atualidade. Assim o super-herói seguiu durante a década de 1970. Data desse período a criação dos vilões Ra's al Ghul, Talia al Ghul e Morcego Humano.
Uma questão que foi se consolidando, especialmente desde esta década até a década de 1980, foi a continuidade cronológica, isto é, as histórias e o mundo onde elas ocorrem vão ganhando um grau de realismo e seriedade que é irreversivelmente adicionado e imposto a elas, como, por exemplo, o envelhecimento dos personagens e a sequência histórica de fatos, de modo que os fatos e acontecimentos anteriores fazem parte de uma cronologia lembrada e respeitada (no começo, não se respeitava muito essa questão de lógica e concatenamento cronológico de histórias e acontecimentos ocorridos nelas). Assim, o Robin Dick Grayson, que já havia se tornado adolescente e se distanciado de Batman, agora se tornou adulto, separando-se em definitivo da Dupla Dinâmica, assumindo a identidade de Asa Noturna. Logo os roteiristas decidiram por trazer de volta o personagem Robin, com um novo personagem, Jason Todd. Datam dessa época os vilões Máscara Negra e Crocodilo.
Ainda na década de 1980, a DC Comics decidiu que iria submeter seus personagens e suas histórias à continuidade cronológica, além de pôr termo ao confuso conceito de multiverso e terras paralelas, com suas inúmeras variações dos mesmos personagens, até por considerar que tantos universos paralelos independentes para que escritores e leitores lembrassem e respeitassem, acabavam por estrangular cada vez mais a liberdade criativa dos escritores. Assim, na maxi-série Crise nas Infinitas Terras, o Batman teve todas as suas múltiplas versões paralelas anteriores abandonadas. Os roteiristas dos personagens, inclusive do Batman, teriam plena liberdade para reescrever totalmente a origem dos personagens, as características do Bat-verso, e aproveitar apenas o que lhes interessasse das histórias existentes até então. Essa situação editorial produziu algumas das melhores histórias em quadrinhos da história, tanto dando uma conclusão às versões anteriores dos personagens, como dando uma nova origem à versão atualizada deles. Assim foram escritas e publicadas histórias como O que aconteceu ao Homem do Amanhã e o clássico O Cavaleiro das Trevas. Escrita por Frank Miller, essa história, a qual descreve uma versão definitiva do caráter, motivações e da importância e significado do Batman. Esta nova fase do morcego é fortemente influenciada pelas histórias do Demolidor, já que Miller tinha trabalhado bastante no personagem antes de escrever O Cavaleiro das Trevas. Na esteira dessa publicação, outras histórias definitivas foram lançadas, como Batman: Ano Um, também de Miller, reescrevendo a origem definitiva do personagem; e, alguns anos depois, A Piada Mortal, de Alan Moore, que conta a história definitiva do Coringa.
A década de 1980 ficou conhecida como Era Plutônio dos Quadrinhos, pois, influenciado pela continuidade cronológica, e buscando se aproximar da realidade dos leitores, acabou tornando os roteiros mais violentos e adultos, apresentando em quantidade e qualidade cada vez maior, violência e mortes de personagens. Assim, o Coringa deixou paraplégica a Batgirl original, Barbara Gordon, em A Piada Mortal, antes de espancar com um pé de cabra o Robin Jason Todd e, por fim, matá-lo com uma explosão na saga Morte em Família. Isto ocorreu porque o segundo Robin, substituto do original Dick Grayson, tinha uma personalidade e estilo diferentes do original, as quais não agradaram boa parte do público de leitores. Assim a DC Comics decidiu dar aos próprios fãs/leitores a oportunidade de escolher se queriam que o parceiro mirim continuasse ou se ele seria morto. Através de votação por telefone, foi escolhida a morte de Jason Todd, com vitória por apenas 72 votos. Nessa época, destacou-se como desenhista das bat-revistas Jim Aparo.
Comemorando os 50 anos da criação do herói em 1989, foi lançado nos cinemas o longa metragem Batman, O Filme, o qual alcançou grande sucesso principalmente graças à atuação memorável de Jack Nicholson como o Coringa.
A partir da Década de 1990 os personagens de quadrinhos americanos, e o Batman entre eles, começaram a passar por mudanças drásticas e acontecimentos dramáticos em suas vidas em uma profusão muito alta. Os personagens DC vinham decaindo em vendas, além de sofrerem com a visão estereotipada de que seus personagens e histórias eram, na prática, uma eterna repetição (O Superman sempre amou Lois Lane desde a década de 1940, mas nunca nem namorou ela; o Batman sempre prendia os vilões ao fim da história, mas estes sempre fugiam, e assim se repetia o mesmo ciclo há mais de meio século). Tentando atrair novos leitores e mudar essa imagem, a DC decidiu provocar mudanças drásticas em alguns personagens. Assim, o Lanterna Verde Hal Jordan teve sua cidade (Coast City) destruída. O mesmo ocorreu com a Tropa dos Lanternas Verdes e, por fim, Hal tornou-se um vilão e foi substituído por um outro personagem. O Superman foi simplesmente morto.
Com o Batman, o trio de roteiristas Doug Moench, Graham Nolan e Alan Grant, capitaneados pelo agora editor Dennis O'Neil, criaram a longuíssima saga A Queda do Morcego, a qual durou praticamente dois anos. Nela, Bruce Wayne passou a sofrer com estresse. Foi criado o vilão Bane, o qual, explorando este momento, deixou o herói paraplégico. O super-herói Batman foi substituído por Jean Paul Valley, que modificou totalmente o uniforme clássico, foi extremamente violento e, por fim, permitiu a morte de um vilão. Ao fim, Bruce Wayne, curado, tomou de volta o capuz do morcego.
O Herói tornou-se o mais rentável da editora, sendo produzidos filmes milionários estrelados por ele, ao mesmo tempo em que era o líder de vendas entre a revistas. Personagens coadjuvantes como Robin, Mulher-Gato e Azrael ganharam revistas próprias. E nos quadrinhos Coringa ganhou até uma namorada, a Arlequina (Dra. Harleen Quinzel). Um fato histórico foi o crossover DC vs Marvel: O Conflito do Século, o sonhado e aguardado por décadas encontro e confronto entre os maiores super-heróis da DC Comics e da Marvel Comics. Nele Batman enfrentou e, graças a uma votação direta dos fãs, derrotou o Capitão América.
O personagem passou por variadas mudanças nos anos seguintes, com heróis clássicos passando por substituições temporárias, como o próprio Batman, Robin, Batgirl e até o Comissário de Polícia de Gotham. Entre várias maxi séries, destaque para Batman: Contágio, Batman: A Vingança do Demônio e Batman: Terremoto que mostraram a destruição de Gotham City após pestes de vírus Ebola, e um sismo avassalador, culminando na saga Batman: Terra de Ninguém, quando Gotham, destruída, é apartada do resto dos Estados Unidos, caindo em um estado de caos social, guerra de gangues e guerra de sobrevivência.
O super-herói sempre estreou muitas histórias paralelas à cronografia mensal oficial, desde histórias da série Batman: Túnel do Tempo, onde ele era imaginado em outras épocas e situações; assim como em histórias mais adultas, de temáticas mais pesadas, com no título Um Conto de Batman. Entre tantas histórias não necessariamente oficiais, destacou-se o trabalho de Jeph Loeb e Tim Sale que produziram, entre outras, Batman: Dia das Bruxas, Batman: Vitória Sombria e a aclamada por critica e público leitor Batman: O Longo Dia das Bruxas, que conta a origem definitiva do vilão Duas-Caras.
Na década de 2000 o destaque foi o desenhista Jim Lee tendo assumido o lápis das histórias do personagem. Outro grande destaque foi quando o roteirista Grant Morrison assumiu as histórias do "Dono da Noite", trazendo de volta características antigas abandonadas do personagem, como seu filho Damian Wayne e uma comunidade de "Batmen" espalhados por outros países. Grant, por fim, escreveu as maxi séries Batman R.I.P. e Crise Final, que trazem a morte de Bruce Wayne. Na verdade, desde que o parceiro infantil surgiu na década de 1940, era esperado e imaginado o dia em que o eterno primeiro Robin, Dick Grayson, assumiria em definitivo sua herança e destino como Batman. Mais tarde, Bruce foi "ressuscitado". Entre os vilões surgidos nessa época, destacou-se Silêncio.
Na década de 2010, a DC Comics faz um novo "reboot", a fase Os Novos 52, com os mesmos objetivos de Crise nas Infinitas Terras, quais sejam, atualizar personagens e atrair leitores. Assim Batman teve sua origem e história novamente reescrita e atualizada.[carece de fontes?] Nessa década, Scott Snyder foi apontado como roteirista, James Tynion IV como co-roteirista e Greg Capullo como desenhista. Esse time permaneceu por todo o título, que teve sua contagem reiniciada e durou 50 edições, dos anos de 2011 até 2016. Nessa nova série, a origem do Batman foi parcialmente reescrita para ser readaptada aos tempos atuais, mas grande parte dos elementos primordiais da sua origem e de sua personalidade foram mantidos. Essa série apresentou a Corte das Corujas, uma sociedade secreta de Gotham City que governava secretamente a cidade desde o século XIX. Essa série foi um sucesso de vendas e crítica, foi cancelada com o início do Renascimento DC.
Em 2016, a contagem foi novamente reiniciada (apesar da continuidade se manter a mesma), dessa vez com Tom King no roteiro e uma variedade de artistas como David Finch, Clay Mann, Joëlle Jones e Mikel Jánin. Essa nova série se centrava no emocional de Bruce Wayne e enfrentava assuntos sérios como depressão, a série teve histórias notórias pelo seu forte conteúdo emotivo, confrontando a relação entre o Batman e Bruce Wayne e sua relação com a cidade de Gotham em si. A série ganhou grande atenção pelo casamento entre o Batman e a Mulher-Gato (que não chegou à acontecer) mas foi o principal tema da série por um ano.
Em 2018, o selo Renascimento deixou de existir, mas a contagem de volumes continuou a mesma e até o presente momento, King ainda é o principal roteirista.
Em 2019, foi anunciado que Batman #85 seria a última edição escrita por King e que o mesmo seria substituído por James Tynion IV, que foi co-roteirista da revista junto com Scott Snyder nos Novos 52 e trabalhou como roteirista de Detective Comics do selo Renascimento.

## Biografia
Através dos anos, a origem do homem morcego sofreu diversas revisões. Uniformes, parceiros e até a própria personalidade do Batman passou por mudanças. Outros aspectos, como a morte de seus pais e a sua busca por justiça, permaneceram.
Constante em todas as versões do Batman é o seu alter-ego: Bruce Wayne. Milionário, ou bilionário (dependendo da época), playboy, empresário e filantropo que optou por combater o crime em Gotham City após o assassinato de seus pais, o médico Thomas Wayne e sua esposa Martha Wayne.

### Era de Ouro

Bruce Wayne em Batman Hush.

A origem de Batman na Era de Ouro foi mostrada pela primeira vez em Detective Comics 27, em maio de 1939. Apenas em Batman #47, de Junho/Julho de 1948, foi mostrada mais detalhadamente. Segundo essas histórias, Bruce Wayne nasceu em 1916, filho do Dr. Thomas Wayne e sua mulher Martha. Bruce foi para a Mansão Wayne onde teve uma vida feliz e saudável até os oito anos, quando seus pais foram mortos por Joe Chill, um ladrão vulgar, quando voltavam para casa, depois de assistir a um filme no cinema. Após o acontecido, Bruce foi criado na Mansão Wayne por seu tio, Philip Wayne.
Bruce jurou vingar-se. Treinou seu físico e intelecto, estudou diversas áreas do conhecimento que poderiam ajudá-lo em sua busca, incluindo química, criminologia, artes marciais e ginástica, bem como habilidades teatrais como disfarces, fugas e ventriloquia. Ele sabia, no entanto, que apenas essas habilidades não bastariam.
Pensando nos criminosos como seres supersticiosos e covardes, Bruce pensou que seu disfarce deveria assustá-los, meter-lhes muito medo. Enquanto pensava sobre isso, um morcego entrou pela janela, inspirando-o a se tornar o Batman. Inicialmente, o Batman não foi bem aceito pela polícia, mas o "Cruzado de Capa" conseguiu a simpatia dos homens da lei no começo da década de 1940.
Em 1940, Bruce adotou o órfão Dick Grayson, após seus pais, os Graysons Voadores, serem brutalmente assassinados durante sua apresentação no circo em Gotham. Dick tornou-se o parceiro de Batman, Robin. Também em 1940, Batman tornou-se um dos membros fundadores da Sociedade da Justiça.
O Bruce Wayne dessa época vivia realmente como um playboy, aproveitando do que sua fortuna lhe propiciava e se divertia. Bruce Wayne era uma vida real.
Com a introdução do Multiverso da DC Comics na década de 1960, foi descoberto que o Batman da Era de Ouro vivia na Terra 2. Também foi revelado que, em meados da década de 1950, Bruce Wayne fez parceria e se casou com a reformada Mulher-Gato, Selina Kyle. A primeira filha do casal nasceu em 1957 e chamava-se Helena Wayne. As atividades do Batman se reduziram, ficando o Cavaleiro das Trevas semi-aposentado, aparecendo apenas para resolver casos especiais. Após a aposentadoria do Comissário Gordon, Bruce Wayne tomou seu posto como comissário de polícia em Gotham City.
No final dos anos 1970, a vida de Bruce Wayne ficou tumultuada, enquanto ele lidava com a morte de sua esposa Selina. Após a morte de Selina, Bruce aposentou o Batman permanentemente, mas teve que voltar à ativa quando o criminoso Bill Jensen ganhou poderes sobre-humanos de um feiticeiro chamado Frederic Vaux. Jensen e Batman lutaram, enquanto Jensen usava seus poderes para destruir a si mesmo e ao Batman. Bruce Wayne foi enterrado ao lado de sua esposa Selina. Depois que Vaux foi derrotado, o Senhor Destino usou seus poderes para apagar de todos a lembrança de que Bruce Wayne era o Batman, fazendo com que todos acreditassem que os dois faleceram quase ao mesmo tempo.
Após a mega-saga em doze capítulos Crise nas Infinitas Terras, essa versão do Batman, bem como toda a memória de sua existência, foi apagada.

### Era de Prata
Dos anos 1950 aos 1970, vários elementos novos foram adicionados à origem, background e história do Batman. O Batman da Era de Prata apareceu pela primeira vez em meados da década de 1950, com uma origem que era (como revelado em várias Histórias no decorrer do tempo) similar ao do Batman da Era de Ouro. Enquanto as distinções das Eras de Ouro e de Prata são úteis para discutir a evolução do personagem ao longo dos anos, essa evolução foi gradual, e não há uma história específica que diga quando a versão da Era de Ouro deu lugar à da Era de Prata. Mesmo assim, o personagem que apareceu próximo ao começo da Era de prata (meados da década de 1950) era diferente em diversos fatores quando comparado ao que ele era no final da Era de Prata (meados dos anos 1980), devido às diversas pequenas revisões e novos diretores durante as publicações das histórias.
Assim como o Batman da Era de Ouro, o Batman da Era de Prata foi criado por seus pais até os oito anos, quando testemunhou o assassinato deles por Joe Chill, sendo então criado por seu mordomo Alfred (em vez de ser criado pelo seu tio). Bruce jurou vingar-se de todos os criminosos, dedicando sua vida a um treinamento rigoroso.
Em algum ponto no começo de seu treinamento, Bruce vestiu uma fantasia similar à do futuro Robin, recebendo, anonimamente, treinamento de um policial de Gotham, Harvey Harris. Ele e seus guardiães também visitaram Smallville (ou Pequenópolis), onde conheceu o jovem super-herói Superboy e trabalhou com ele em diversos casos. Bruce Wayne frequentou a faculdade com o propósito de estudar criminologia e cursos relacionados às leis, mas logo decidiu que ser um oficial de polícia não era o caminho que deveria seguir. Depois de se formar, Bruce, enquanto pensava sozinho em seus estudos sobre como lidar com criminosos, vê um morcego voar por sua janela, decidindo criar um uniforme de morcego e adotar o nome "Batman".
Algum tempo depois de começar sua carreira como combatente do crime, Bruce adotou um órfão chamado Dick Grayson, cujos pais haviam sido mortos pelo gângster Boss Zucco, e o treinou como seu parceiro, Robin.
Em Detective Comics #235 (Setembro de 1956), Batman descobriu que o assassinato de seus pais não foi um acidente, mas uma "encomenda" do gângster Lew Moxon. O pai de Bruce usou uma fantasia de morcego para um baile a fantasia, no qual pegou Moxon. Jurando vingança, Moxon contratou Joe Chill para arrumar um assalto que resultasse na morte dos Wayne. Batman encontrou-se com Moxon vestindo a fantasia de seu pai (pois o seu uniforme havia sido rasgado em combate) e Moxon, reconhecendo a roupa, atravessou a rua fora da faixa de pedestres e sem olhar pros lados, assustado, e acabou atropelado por um caminhão, morrendo.
As histórias do Batman no começo da Era de Prata (fim dos 1950 e começo dos 1960) apresentavam grandes quantidades de elementos de ficção científica. A partir de Detective Comics #327, de 1964, Batman retomou sua rotina como detetive, ficando os elementos de ficção científica descartados.
Em 1969, Dick Grayson foi para a faculdade e Bruce mudou-se da Mansão Wayne para a cobertura do prédio da Fundação Wayne, mais próxima do centro da cidade, com a intenção de ficar mais próximo da cidade, sua população e os criminosos. Bruce passou a década de 1970 e o começo da década de 1980 trabalhando sozinho, ocasionalmente juntando-se com Robin e/ou Batgirl. As histórias de Batman também se tornaram mais sombrias e macabras durante esse período, com o Cruzado Encapuzado lidando com crimes cada vez mais violentos, incluindo a primeira aparição (desde a Era de Ouro) do insano Coringa.
No começo dos anos 1980, Bruce Wayne adotou um novo parceiro, após Dick Grayson decidir começar uma carreira como um novo super-herói, o Asa Noturna. Bruce adotou um jovem, Jason Todd, que tinha uma história muito parecida com a de Dick: era acrobata de um circo cuja família foi morta por um assassino. Jason, então, tornou-se o segundo Robin.

### Era pós-Crise
Como definido em O Cavaleiro das Trevas, Bruce Wayne é o filho único do casal de milionários Thomas e Martha Wayne, quando, aos oito anos de idade, teve seus pais assassinados após um assalto. Bruce ficou profundamente traumatizado, sendo que sua vida nunca mais foi a mesma. Batman: Ano Um mostra que Bruce foi criado pelo mordomo Alfred Pennyworth. Apesar de milionário, Bruce não tirou proveito dos confortos e luxos que poderia ter usufruído. Passou a juventude obcecado em vingança e em impedir que a tragédia que abateu seus pais ocorresse com qualquer outro inocente. Bruce ficou obstinado em dedicar o resto de sua vida para combater os criminosos e proteger inocentes como um vigilante. Abandonou Gotham City e percorreu várias localidades do mundo, aprendendo artes e técnicas que poderiam lhe ser úteis em seu objetivo, como combate marcial, investigação, disfarce, auto controle, etc.
Voltou a Gotham anos depois, já adulto, provavelmente inspirado pelo surgimento do Superman, fato o qual levou várias pessoas a criar alter-egos heroicos para combater o crime. Decidido a usar tudo que aprendera para combater o crime como um vigilante, Bruce tentou, a princípio, ser um vigilante anônimo, mas quase foi preso e morto. De volta à sua mansão, Bruce viu um morcego atravessar a janela e isto lhe deu a inspiração de que precisaria imprimir medo nos criminosos, aparentando ser um ser sobrenatural, como um Homem Morcego (Batman significa literalmente Homem Morcego). Assim Bruce escavou a caverna abaixo de sua mansão, criando seu quartel general secreto, a bat-caverna; desviou dinheiro e tecnologia de suas empresas e fortuna para montar um arsenal de armas e veículos. Criou seu uniforme de morcego, passando a agir como vigilante noturno com aparência sobrenatural e demoníaca, mesclado a escuridão. Só Alfred e Leslie sabiam de seu segredo, sendo que Alfred aceitou, a contra gosto, ser seu auxiliar, enquanto Leslie nunca aceitou isso. Nesta versão, Bruce se importa com sua vida como vigilante, não sentindo prazeres ou aproveitando a vida como playboy Milionário. Na verdade, apenas cultiva essa vida devido à utilidade de ter um alter-ego comum para poder repousar, além de assim ter a fortuna e tecnologia da Wayne Enterprises para manter o Batman, sendo obrigado, muito a contra gosto, a fingir ser um playboy inconsequente e inútil.
Batman combateu, a princípio, a corrupção que assolava a polícia de Gotham, assim como a máfia que dominava a cidade. Foi nesse período que surgiu a parceria com o então capitão Jim Gordon, o que, mais tarde, evoluiu para uma forte amizade. Mais tarde, Gordon tornou-se Comissário de Polícia. Após o surgimento do Batman, vários ladrões, golpistas e assassinos acometidas de graves distúrbios mentais surgiram em Gotham City, talvez atraídos pelo desafio que o genial Batman representava. Assim surgiram o Capuz Vermelho "que mais tarde tonou-se" o Coringa, Mulher Gato, Charada, Pinguim, Hera Venenosa, Cara de Barro, Senhor Frio, entre outros. Por um período, Batman teve uma aliança informal com Gordon e o promotor público Harvey Dent. Mas Dent teve seu rosto deformado com ácido por um mafioso que acusava, enlouquecendo e se transformando no criminoso psicopata Duas Caras.
Em seu segundo ano como vigilante, Bruce Wayne confrontou um ex-vigilante de Gotham City que voltara à ativa, agora como um violento assassino de criminosos: o Ceifador. O Dono da Noite, para deter o vigilante sanguinário se viu obrigado a se aliar a Joe Chill, o suposto assassino de seus pais. Batman passou então por duas situações extremas que poderiam ter mudado drasticamente sua iniciante carreira: Primeiro, Bruce quase assassinou Joe Chill com uma arma, mas o Ceifador acabou executando o criminoso antes. Segundo, Bruce, traumatizado com toda a situação, decidiu se aposentar como vigilante, caso se casasse com a filha do "Ceifador", mas como ela se negou ele prosseguiu em sua solitária vida como detetive.
No terceiro ano de carreira do Batman, Bruce presenciou o assassinato dos pais do jovem Dick Grayson. Comovido, até pela similitude com sua situação, Bruce adotou "Dick" como seu pupilo, e por fim, resolveu revelar a ele seu segredo e oferecer treinamento para que o garoto pudesse se tornar seu parceiro, tivesse vingança e promovesse justiça. Dick aceitou e assim surgiu Robin e a dupla dinâmica. Pouco tempo depois, Dick quase foi espancado até quase morrer pelo Duas Caras. Tempos depois, juntou-se à dupla a Batgirl que era a filha adotiva do Comissário Gordon, Bárbara Gordon.
Batman e Robin atuaram juntos por anos, até que Dick teve que ir para faculdade, distanciando-se de Bruce. Nessa época Batman conheceu e teve um romance com Talia al Ghul, o qual foi desfeito quando conheceu o pai dela, Ra's al Ghul. Tratava-se de um poderoso vilão que descobrira um meio de se manter imortal e que entendia que o planeta e a humanidade corriam risco de extinção, graças à superpopulação que destruía perigosamente os recursos naturais. Ra's pretendia exterminar a maior parte da população humana, até uma quantidade controlável que deveria ser liderada por ele. Ele, ao ver toda a capacidade e genialidade de Batman, quis que ele se torna-se seu genro e sucessor, o que Bruce não aceitou. Mais tarde, Bruce descobre que Talia engravidou dele, tendo um filho, Damian Wayne com o qual Bruce não mantém contato.
Por fim, Dick que já se tornava adulto, e atuava cada vez mais distante do Morcego, e próximo aos Novos Titãs, resolveu abandonar de vez o traje de Robin e criar o Asa Noturna. Bruce atuou algum tempo sozinho, mas logo conheceu Jason Todd, um menino de rua, órfão que tentou roubar os pneus do Batmóvel. Bruce viu nele coragem e ousadia, por fim adotando-o, revelando seu segredo, e oferecendo a chance de ser o segundo Robin. Mas logo Bruce entrou em uma das piores fases de sua vida. O Coringa deixou Barbara Gordon paraplégica e tentou enlouquecer seu pai. Pouco tempo depois, o problema foi Jason Todd. O garoto era impulsivo, descuidado e sua ira e mágoa com suas tragédias pessoais cresceu a ponto de Bruce afastá-lo. Acabaram atuando juntos novamente na África, perseguindo o Coringa o qual tentou vender um Míssil Nuclear a terroristas, assim como encontrar a mãe de verdadeira de Jason, desconhecida por ele. Jason a encontra mas é traído por ela, espancado pelo Coringa com um pé de cabra até quase a morte ,e por fim, deixado, junto com a mãe para morrer em uma explosão.
A morte violenta de Jason, e a culpa que Bruce sentiu, uma vez que foi ele quem ofereceu a vida como vigilante ao menino, levou o Cruzado de Capa a entrar em um ciclo auto destrutivo. Alfred e "Dick", vendo que Bruce logo acabaria morto nesse ritmo, convenceram-no a aceitar o jovem Tim Drake como terceiro Robin. Tim deduzira a identidade secreta de Batman e o Asa Noturna se oferecera para ser um novo Robin, chegando até mesmo a salvar ambos da morte certa nas mãos do Duas-Caras. Após um longo treinamento "Tim" oficialmente tornou-se o terceiro "Menino Prodígio". Passados alguns meses, sua mãe é assassinada.
Após muitos anos seguidos enfrentando os mais cruéis e doentios assassinos, sendo levado aos limites corporais e psíquicos, Bruce passa por um progressivo estresse emocional e psíquico além de estafa física. Paralelamente, o ex-presidiário Bane chega a "Gotham City" disposto a derrotar o nunca antes derrotado Batman e dominar o submundo da cidade. Bane deduz a identidade secreta de Bruce, explora seu crescente problema e provoca a fuga em massa do Asilo Arkham, sanatório criminal onde todos os psicopatas presos por Batman estavam. O Batman enfrentou seus piores inimigos de uma vez e, por fim, esgotado, foi facilmente derrotado por Bane, que fraturou sua coluna vertebral, deixando-o paraplégico. Bruce escolhe Jean Paul Valley, um super herói novato chamado Azrael, com muito potencial, mas muito instável, para substituí-lo. Jean Paul derrota Bane, mas acaba sucumbindo aos seus problemas psíquicos, modificando o uniforme do Batman, inserindo armas, agindo violentamente, e por fim, deixando o assassino Matadouro morrer. Bruce, paralelamente, conseguiu curar-se graças à mutante Sandra Asplin, e derrota Jean Paul, usando da mera astúcia, tomando de volta o manto do morcego.
Bruce chegou a se licenciar por um tempo, quando Dick Grayson assumiu pela primeira vez o manto do Homem Morcego. Batman passa a integrar também a Liga da Justiça. Anos mais tarde, Gotham City foi assolada por uma epidemia de uma variação do vírus Ebola, disseminada intencionalmente pela Ordem de São Dumas, a organização que criara e traumatizara Azrael. Depois descobriu-se que o vírus fora criado por Ra's Al Ghul, com objetivo de exterminar a maior parte da humanidade. Gotham já havia sido arrasada com o contágio, mas foi então atingida por um violento terremoto, o que levou a um estado de calamidade extremo. Por fim, ouve um lobby, que levou o "Congresso Americano" a banir a cidade de "Gotham City" da União, sendo cortadas as ligações com o país, proibido o tráfico para dentro ou fora da cidade, e por fim, abandonados à sua própria sorte os que decidiram ficar. Gotham virou uma terra de ninguém, sem a menor infra estrutura, habitada apenas por bandidos, desajustados, ou pessoas extremamente miseráveis, sem outro lugar para ir. Vários vilões tornaram-se chefes de gangues, as quais repartiram trechos da ilha de Gotham entre si, numa constante guerra que, por fim, teve a vitória de Batman e dos policiais que ficaram. No entanto, Sarah Essen Gordon, esposa do comissário, foi assassinada pelo Coringa. Por fim, Lex Luthor, com objetivos eleitorais pois almejava se tornar Presidente americano, convenceu o Congresso a reverter o banimento de Gotham, e ajudar na sua reconstrução e reinserção no país.
Na sequência, Cassandra Cain assumiu o manto de Batgirl, e Stephanie Brown, ex-salteadora, substituiu Tim Drake como quarto Robin e primeira Robin feminina. Mas ela acabou provocando uma sanguinária guerra de gangues, na qual acabou aparentemente morta, abrindo espaço ao retorno de Tim Drake como "Menino Prodígio". Dick Grayson é oficialmente adotado como filho legítimo de Bruce Wayne. Passado algum tempo, Tim Drake perde seu pai e também é adotado por Bruce como filho. Algum tempo depois, graças às manipulações espaço-temporais de Alexander Luthor e do Superboy Primordial, o continuum temporal foi alterado e Jason Todd teve sua história modificada, voltando à vida e se tornando um assassino desequilibrado, rancoroso e desnorteado, querendo tanto se vingar do Coringa, que o matou, quanto de Bruce, que não se vingou do Coringa, matando-o. Jason tornou-se um anti-herói ambíguo, dividido entre ser um vigilante justiceiro e violento ou sucumbir à sua sede de vingança e rancor.
Mais tarde, Bruce reencontra seu filho, Damian, o qual fora treinado por seu avô Ra's Al Ghul para ser um assassino frio e seu sucessor, tendo o garoto chegado a efetivamente matar. Mas Bruce toma sua guarda e o treina para que ele use seu potencial a favor da Justiça. Pouco tempo depois, Bruce é envolvido em um engendrado plano promovido pela organização secreta criminosa Luva Negra, liderada pelo Doutor Hurt, visando enlouquecê-lo e arruiná-lo. Batman consegue derrotar o grupo, mas é dado como morto ao fim da maxi série Batman R.I.P., ficando desaparecido até a morte do novo deus Órion.
Bruce é então sequestrado pelos deuses de Apokolips durante a Crise Final. Durante o ataque devastador de Darkseid e seu séquito, os quais se infiltraram entre os humanos, escravizando-os e buscando recriar Apokolips na Terra, Doutor Symian e Doutor Mokkari, cientes da inteligência, capacidade e determinação anormais de Bruce Wayne, tentaram retirar essas características dele e implantá-las em um exército de clones fiéis a Darkseid. Mas o Detetive Encapuzado levou tal plano ao fracasso, escapou, e, por fim, enfrentou o próprio Darkseid, alvejando-o com o mesmo Projétil que matou Órion, o que deixou o Novo Deus agonizante. No entanto Darkseid atinge Bruce com a Sanção Ômega. Superman encontra um cadáver cremado vestindo um uniforme do Cavaleiro das Trevas e conclui que se trata do corpo de Bruce Wayne.
Após o fracasso da invasão de Darkseid, o boato de que Batman está morto leva os criminosos a provocarem um aumento desenfreado na criminalidade e violência em Gotham City, agora uma cidade sem seu protetor. Alfred Pennyworth, Tim Drake e Jason Todd percebem que a figura do Batman é necessária, e que alguém deve mantê-lo vivo, mas Dick, o substituto natural, não quer assumir o manto. Jason resolve se vestir de Batman e age com um justiceiro cruel, sendo depois confrontado e derrotado por Asa Noturna. Dick, convencido por Alfred, decide manter em segredo a morte do Batman original e aceita assumir o lugar de Bruce, agora em definitivo. Dick escolhe Damian Wayne para ser o quinto Robin, uma vez que considerava que o neto de Ra's al Ghul precisava de controle, enquanto Tim Drake estaria pronto. Após isso, Tim cria e se torna o Robin Vermelho, e, crente que Bruce não morreu, tenta encontra-lo.
Mais tarde, descobre-se que, Tim tinha razão, pois o corpo que se pensava ser de Bruce, era, na verdade, o de um dos clones do Doutor Mokkari. O verdadeiro Wayne, havia sido condenado à Sanção Ômega, a qual o amaldiçoara a uma infinidade de encarnações, mortes trágicas e reencarnações através do tempo, as quais culminariam com uma morte final que também destruiria o continuum espaço-tempo através de uma explosão de Radiação Ômega. Por fim, com mais uma demonstração de sua genialidade e estratégia, Bruce, após derrotar sozinho a Liga da Justiça, consegue quebrar a maldição, voltar ao seu período cronológico correto e impedir a aniquilação causada pela radiação Ômega. Dick Grayson chega a ser Batman concomitantemente a Bruce, mas logo retorna ao alter-ego de Asa Noturna.
O Doutor Hurt havia difamado o nome de Bruce Wayne e de sua família durante o período em que Bruce esteve ausente (em nenhum momento, sua presumida morte foi tornada pública por sua família). Ao voltar a ativa, Bruce dá início à Corporação Batman, quando revela publicamente que sempre financiou o Homem Morcego, sem, no entanto, revelar que ele é o próprio. Bruce também dá início uma equipe de versões do Batman espalhados pelo mundo, heróis financiados pela fortuna Wayne e liderados pelo Homem Morcego, os quais tem como principal inimigo, a organização criminosa Leviatã original. Por fim, a Corporação Batman derrota ao Leviatã, mas a um alto custo: A Corporação é desfeita, Talia cria um clone assassino de seu filho para derrotar Bruce, mas o clone acaba matando o Damian Wayne original, causando um impacto profundo em Wayne, que volta a ser um herói muito sombrio e solitário.

### Corporação Batman
É uma organização pública financiada por Bruce Wayne, este que é o líder quando assume o manto de Batman. A corporação tem como objetivo obter recrutas de todo o mundo para treiná-los em corpo a corpo e mentalmente, para espalharem os ideais de Batman. Teve primeira aparição em Batman and Robin vol 1-16, no ano de 2011.

## Personalidade
Como Batman, a personalidade de Bruce Wayne variou conforme o passar do tempo. As histórias mais novas preferem mostrá-lo como uma pessoa que despreza tanto o contato social, quando as comodidades e frivolidades que sua fortuna podem lhe proporcionar, no entanto, mantendo-se fingindo que é playboy preguiçoso, sendo que o Batman, com uma personalidade forte e sombria, é a personalidade dominante, a "verdadeira" identidade do bilionário. As versões pré-Crise apresentam um Bruce Wayne mais maduro e responsável, sendo Bruce a personalidade dominante.
Wayne guarda seu segredo muito bem, e apenas poucas pessoas sabem que ele é o Batman (ou o Batman é ele, se preferir). Alguns vilões descobriram sua identidade ao longo dos anos, como Ra's al Ghul, Hugo Strange, Charada, Bane e Silêncio (Thomas Elliot, antigo amigo de infância de Bruce Wayne).

### Bruce Wayne
Bruce Wayne se mostra perante a sociedade como um playboy irresponsável e superficial que vive da fortuna herdada dos pais (conquistada quando os pais de Bruce investiram em Gotham antes de a cidade tornar-se uma grande metrópole) e dos lucros obtidos pelas Empresas Wayne, uma grande empresa no ramo da tecnologia de ponta. Contudo, Wayne também é conhecido por suas contribuições para caridade, especialmente através da Fundação Wayne, fundação dedicada a ajudar vítimas de crimes e prevenir que pessoas tornem-se criminosas. Essa personalidade de Bruce Wayne foi inventada por ele para evitar que alguém desconfiasse de seu alter-ego, às vezes fingindo-se bobo e egoísta para que ninguém o descubra. Bruce Wayne deixou claro que considera manter sua identidade secreta prioridade máxima, chegando a ficar perto da morte várias vezes para evitar mostrar suas habilidades em público como Batman. Quanto sua religião, muitos fãs especulam sua crença, Frank Miller, autor de histórias marcantes do herói, esclarece que o herói seja católico.

### Batman
Bruce Wayne criou o Batman para causar medo no submundo de Gotham e para defender os inocentes. O uniforme e a maneira como age quando o usa tem o objetivo de intimidar seus adversários. Enquanto Bruce Wayne é despreocupado e irresponsável, Batman é frio, determinado e implacável. Além do uniforme e da personalidade, Bruce Wayne também altera sua voz significativamente quando torna-se Batman, tanto para disfarçar como para intimidar.
Batman costuma atuar apenas à noite (e não durante o dia, como no seriado dos anos 1960), imitando os hábitos dos morcegos. Em histórias mais recentes, surgiu a ideia de Batman como uma lenda urbana.

### Fósforos Malone
Fósforos Malone foi um bandido vulgar que certa vez atuou como espião para o Batman. Batman ocasionalmente disfarça-se para infiltrar bandos criminosos. Quando Malone foi morto, Batman assumiu sua identidade. Na saga Jogos de Guerra foi revelado que Batman planejava fazer de Fósforos Malone o chefão do crime de Gotham, tendo total controle sobre os criminosos que persegue como Batman.

## Habilidades e recursos

Batman em Batman Vol 2 #38

Batman treinou por anos até chegar a perfeição humana e aprimorar as suas habilidades e sempre continua a aprimora-las. Habilidoso em todas as formas de combate corpo a corpo ou com armas e ainda o maior detetive do mundo: mestre em fugas, disfarces e explosivos, inventor, cientista, acrobata, piloto. É especialista em ocultar-se, entra e sai de lugares sem ser notado. Por ser humano Batman é vulnerável as armas de fogo, mesmo com sua armadura a prova de balas, que não resiste ao tiro direto, sendo assim Batman (que só aparece a noite) utiliza as técnicas que aprendeu durante o treinamento na Liga das Sombras, que consistem em usar as sombras e lugares escuros, como as armações de madeira de um casarão, de baixo do chão das docas, o canto escuro de uma casa, o teto de um corredor usando luvas com gancho e várias outras opções que cada situação oferece, para se ocultar silenciosamente e derrubar um por um dos inimigos armados, pois consegue migrar de um desses esconderijos para qualquer outro sem que seus inimigos percebam; tais inimigos armados, por não saber onde o herói está, ficam extremamente vulneráveis a ataques surpresa. Ao perceber que seus aliados estão sumindo, os inimigos armados ficam com medo e desconcentrados, aproveitando esse medo Batman utiliza seus batarangues (ou bat-rangues, que são lâminas de arremesso) para fazer barulho assustando os inimigos para que eles gastem balas por nada, também pode usar esses para desarmar inimigos e para derruba-los a distancia, ou plana sobre os assustados para que eles gastem bala na sua enorme sombra. Quando a escuridão é ameaçada por lâmpadas Batman aciona um dispositivo em seu cinto parecido com um interruptor que emite um pulso eletromagnético que queima as lâmpadas. É inteligente e capaz de criar armas e transportes avançados, além de estar sempre à frente de seus adversários prevendo quase todas as situações.
Batman é considerado um dos mais fortes não-meta-humanos de toda face da terra, podendo derrotar seres muito mais poderosos que ele próprio com uma combinação de inteligência, raciocínio rápido e habilidades que desenvolveu através de árduo treinamento. Os roteiristas são quase unânimes em justificar esse perfeccionismo, genialidade nos atos, raciocínio e planejamento do personagem devido a sua extremada obstinação como vigilante, a qual, muitas vezes, chega a ser retratada como um desequilíbrio mental, igual ao que aflige seus inimigos do Asilo Arkham.
Há de se convir, que as vezes, a justificação dessas capacidades ultrapassa a barreira da lógica, criando situações extremamente irreais, como a de resistir aos raios ômega de Darkseid.

### Armas
O cinto de utilidades contém ampla gama de dispositivos, tais como lasers, cápsulas de gás, e batrangs bem afiados, bombas de gás, e bat-corda que aguenta mais de 150 kg. A capa que Batman usa pode ajudá-lo a planar por algum tempo. Na Era de Prata dos Quadrinhos, ele parecia ter um dispositivo para cada tipo de situação. Sua máscara assim como seu traje são à prova de balas de baixo calibre, feitos de um material bem resistente chamado Kevlar. Também é usado Nomex, material resistente ao fogo, em seu traje. Batman ainda possui veículos dotados de equipamentos de última geração, como o Batmóvel, batplano, batlancha e o batwing. Aproveitando dos avanços tecnológicos de sua empresa, Waynetech (das Empresas Wayne), não é raro ver o Batman testando novos dispositivos. Na Bat-caverna, Batman pode ainda contar com um supercomputador, e no novo desenho O Batman conta ainda com o batwave, que o liga com a Bat-caverna esteja onde estiver. Batman ainda dispõem de vários tipos de armaduras, começando por sua tradicional que é a prova de balas e conta com algumas armas e recursos inclusos, passando por armaduras mais resistentes que concedem a ele força e resistência sobre humanas, além da capacidade voar, e por fim em alguns casos raros Batman usa armaduras ainda mais poderosas com habilidades especificas. Nos novos 52 as duas versões mais poderosas usadas por Batman são a hellbat que foi usada pelo herói para invadir apokolips. Essa versão dava super força, resistência capacidade de voo e velocidade sobre humana, além de outros poderes. Já a outra armadura de chama justice buster e foi desenvolvida por Bruce para lutar contra a liga da justiça.

### Fraquezas
Exatamente por ser um humano comum (rara característica em super-heróis), Batman pode se ferir em combate, mas na maioria dos casos pode contar com seu fiel mordomo, Alfred, com formação em medicina de guerra e que também o ajuda a resolver muitos dos casos em que se envolve.
Devido ao seu trauma de infância, Batman não tem o costume de se envolver emocionalmente com ninguém. Sua desconfiança de tudo e todos o afastou até mesmo dos grandes heróis com os quais já lutou lado a lado muitas vezes, como o Superman, e isso às vezes é usado pelos vilões como um modo de isolar o Cavaleiro das Trevas.
Este mesmo trauma faz com que Batman relembre constantemente do crime que vitimou seus pais, no Beco do Crime, à noite.

## Aliados e vilões

### Aliados
- Alfred Pennyworth: o mordomo é o mais importante aliado do Batman, parecendo, às vezes, ser o Batman do Batman. Parece haver alguma ligação do mordomo dos Wayne com a Scotland Yard, e às vezes Alfred dá algumas dicas subliminarmente para o Batman e suas parcerias. Alfred ainda tem formação em medicina de guerra, sendo extremamente útil para o Cruzado Encapuzado quando se fere. Alfred também fez teatro na Inglaterra e consegue imitar a voz de Bruce Wayne, que em algumas vezes foi muito útil para criar um álibi ao herói. Alfred, que nunca formou uma família, foi quem criou Bruce após este ficar órfão. Tornando Alfred sua figura paterna.
- Robin: é o nome oficial do parceiro do sexo masculino do Batman. Já houve cinco "Robins", seis se contarmos o Robin do futuro mostrado em O Cavaleiro das Trevas: Dick Grayson, filho adotivo de Bruce, o Robin original que fundou os Novos Titãs e posteriormente tornou-se o Asa Noturna; Jason Todd (morto pelo Coringa em Morte em Família, por decisão do público, e ressuscitado por Ra's al Ghul, posteriormente se tornando o vilão Capuz Vermelho; Tim Drake, também filho adotado por Bruce, e o terceiro Robin; Sthephanie Brown (a salteadora), primeira Robin feminina, sendo, no entanto, por apenas um breve período em Jogos de Guerra (quando foi demitida); e Damian Wayne (que na história do jogo Injustice, se torna o Asa Noturna), filho natural de Bruce com Talia al Ghul, e quinto Robin. Considerando-se um futuro alternativo, podemos contar Carrie Kelley, a Robin da minissérie O Cavaleiro das Trevas. John Blake, um investigador que sempre soube a identidade do Batman se tornou o Robin depois da morte forjada de Batman na série The Dark Knight.
- Comissário Jim Gordon: maior aliado de Batman na luta contra o crime em Gotham, acionando o bat-sinal sempre que julga necessária a ajuda do Batman;
- Barbara Gordon: filha do comissário, sendo a criadora e primeira Batgirl. Atualmente paraplégica pelo ato do Coringa em A Piada Mortal, e agora ajuda os heróis como a hacker de computadores conhecida como Oráculo (Oracle).
- Lucius Fox: trabalha como CEO das Empresas Wayne e cuida de tudo no lugar de Bruce, deixando-lhe maior tempo livre para o combate ao crime. No filme Batman Sangue Ruim, Lucius tinha um filho chamado Luke e ele trabalhava em um traje, que depois seria usado por Batman, até pegar o traje para salvar Bruce, adotando a identidade de Batwing. Seu traje é depois reformado para depois ser usado por Bruce em uma era futurística, mas Bruce estava adoecido nesse evento.
- Terry McGinnis: filho biológico de Bruce que tem seus dias escolares e vive junto da família McGinnis. Tudo muda quando seu pai biológico é morto pelos Coringas capangas a mando de Derek Power. Ele procura Bruce Wayne para ir atrás de Derek. Como Bruce estava velho, não podia atuar como Batman e Terry rouba a roupa do Batman indo atrás de Derek. Como a roupa era controlada por Bruce, ele instrui o garoto a ir atrás de Derek. Derek acaba caindo em um resíduo e começa a ter habilidade radioativa. Este depois acaba sendo detido e perdido no iate e afundando graças a Paxton Power, filho de Derek. No decorrer das missões, ele tem a ajuda de Bruce, como também auxiliado por Ace, adotado por Bruce e apelidado de Bat-Cão. Em uma passagem da Liga da Justiça Unlimited, Terry descobre que é filho biológico de Bruce. Amanda Waller conta que este foi fabricado através do DNA de Bruce e seu DNA foi passado para o casal McGinnis que o originou. Amanda mandou Andrea Beaumont assassinar o casal McGinnis para fazer Terry assumir o manto do Batman, mas como Andrea e Bruce eram próximos, não poderia manchar o legado do Batman, até o pai de Terry ser morto. Amanda diz a Terry que o seu nascimento não foi um erro e que ele é na verdade filho de Bruce e nunca desistir de seu dom como Batman. Depois de ver Amanda, Terry continuou com sua vida ora como estudante e também vivendo usando o manto Batman como seu pai sempre fazia.
- Cara de Barro (Ethan Bennet): personagem apenas no seriado The Batman. Amigo de infância de Bruce Wayne e investigador e tem uma parceira chamada Ellen Yin. Ele trabalha com Ellen na polícia como também tentava descobrir que rosto estava por baixo do capuz de Batman. Na metade da primeira temporada, Ethan é afastado da polícia e depois sequestrado por Coringa, que Coringa o tortura psicologicamente e o infecta com uma toxina que o torna no Cara de Barro. Este chega a cometer crimes, mas este é detido por Batman e sua antiga parceira. Na terceira temporada, ele ajuda Batman e Robin a deter outro Cara de Barro (Basil Karlo). Depois este volta a sua vida normal.

Há ainda muitos outros nomes, como Cassandra Cain, a nova Batgirl; Jean-Paul Valley, conhecido por Azrael, que substituiu Bruce durante sua recuperação na saga Queda do Morcego.

#### Romances
A história romântica de Batman abrange décadas, repleta de relacionamentos que refletem sua luta entre a felicidade pessoal e seu dever como protetor de Gotham. 
- Zatanna Zatara, amiga de infância de Bruce. Em algum momento no passado o casal namorou antes de Bruce se tornar o Batman.[17]

- Julie Madison, apresentada em Detective Comics #31 (1939). Ela é originalmente retratada como uma jovem de classe alta frequentemente ameaçada, noiva de Bruce Wayne e desconhecedora de sua vida secreta como Batman. Ela teme que Bruce nunca passe de um playboy mimado e preguiçoso; é fascinada por Batman, considerando-o seu homem ideal. Bruce Wayne se importa profundamente com Julie, mas reluta em lhe contar o segredo de suas atividades noturnas. A própria Julie suspeita que Bruce esteja escondendo algo dela. Ela o deixou devido à sua personalidade distante e de playboy, destacando o conflito entre a vida dupla de Bruce e seu desejo por um relacionamento normal.[18]

- Silver St.Cloud, uma socialite que mora em Gotham City e que organiza festas para os ricos e influentes. St. Cloud conhece Bruce Wayne pela primeira vez após o Batman derrotar o vilão Doutor Fósforo em uma batalha que ocorreu em uma usina nuclear no oceano. Ela logo começa a namorar Bruce Wayne. Silver é uma das poucas personagens a descobrir a identidade secreta de Batman. Seu relacionamento com Bruce estava inicialmente em apuros devido aos seus repetidos desaparecimentos. No entanto, com o tempo, ela conseguiu juntar as pistas e, eventualmente, reconhecer seu amante no traje de Batman. Silver testemunhou Batman lutando contra o Coringa. Após derrotar o Coringa, Batman se encontra com Silver. Ela revela a Batman que conhece seu segredo e que ainda o ama. Ela diz que não conseguia ficar com ele porque não suportava mais se preocupar com ele todas as noites. Ela então termina o relacionamento, pedindo que ele não a veja mais.[19][20]

- Vicky Vale, uma repórter com quem Bruce teve um longo, porém, raso relacionamento. Bruce nunca confiou nela, o suficiente, para confidenciar-lhe seu segredo. Após alguns anos, Vicky, cansada da falta de direção e evolução no relacionamento com Bruce, trocou-o por um repórter e viajou para fora de Gotham. Voltou apenas recentemente, após a "morte" de Bruce, e descobriu que seu ex era o Batman através de pura dedução lógica.[19]

- Talia al Ghul, com quem chegou a ter acidentalmente um filho (Damian Wayne). Ambos tiveram uma paixão arrebatadora, mas o relacionamento nunca evoluiu pois Tália é filha do terrorista conspirador Ra's al Ghul. Ra's até queria a união entre ambos, mas objetivava que o formidável detetive também se aliasse à sua causa assassina. Esperava que Bruce e Tália gerassem os mais formidáveis herdeiros para levar adiante seus ideais macabros de paz mundial. Tália sempre escolheu, sem hesitar, apoiar o pai em suas ações terroristas, porém, muitas vezes, acabou por traí-lo, denunciando seus planos para Bruce, e, às vezes, até ajudando-o diretamente. Essa situação de eterno conflito que atinge Tália, de ficar pressionada entre o pai de seu filho e homem de sua vida, e o pai que tanto admira e por quem nutre fidelidade sem limites, acabou por deixar muitas mágoas na relação do casal. [19]

- Vesper Fairchild, uma apresentadora de programa de rádio que deixou Gotham após a crise da "Terra de Ninguém", Fairchild foi posteriormente morta por David Cain sob ordens de Lex Luthor como parte da tentativa de Luthor de se vingar de Bruce Wayne por seu envolvimento em frustrar sua tentativa de assumir o controle de Gotham após o fim da "Terra de Ninguém".[21]

- Sasha Bordeaux: Designada como guarda-costas de Bruce Wayne. Ela acaba desconfiando dos constantes desaparecimentos noturnos dele, faz algumas investigações e fica chocada ao descobrir que Bruce Wayne é secretamente o Batman. Como ela já sabia sua identidade secreta, Batman decide treiná-la. [22]. Durante esse tempo, ela se apaixona por ele. Posteriomente foi incriminada falsamente pelo assassinato de Fairchild. Batman finalmente confronta aqueles que o incriminaram, e Wayne e Sasha são inocentados de todas as acusações. Se juntou depois à organização Checkmate de Maxwell Lord. Durante o Projeto OMAC, Bordeaux foi transformada em uma OMAC ciborgue, mas este incidente já foi resolvido. Embora Sasha e Batman tenham se beijado perto do final do Projeto OMAC, o relacionamento deles parece ter chegado ao fim.[23]

- Jezebel Jet, uma ex-supermodelo rica de ascendência africana. Assim como Bruce, ela perdeu os pais ainda jovem. Embora tenha resistido ao afeto de Bruce no início, ela finalmente começou um relacionamento com ele. Bruce teve um relacionamento muito rápido com ela um pouco antes da saga Batman R.I.P. Mais tarde, ela se revelou uma mulher paga pela organização Mão Negra para seduzi-lo e traí-lo, mas Bruce revelou que já desconfiava dela;[24][25]

- Natalya Trusevich: Uma talentosa pianista ucraniana e namorada de Bruce Wayne.[26] Por fim, sua dedicação à carreira e seu comportamento fechado a afastaram dele, mas, a pedido de Alfred Pennyworth, Bruce revelou sua identidade secreta a ela pelo bem do relacionamento.[27] Ela foi morta pelo Chapeleiro Maluco após se recusar a revelar a identidade do Batman, sendo jogada de um helicóptero com o corpo colidindo com o Bat-Sinal.[28]

- Selina Kyle, a Mulher-Gato, com quem Bruce tem um relacionamento conturbado. Recuperava os objetos roubados por ela, mas não tentava prendê-la pois tinha esperança de que se tornasse uma boa pessoa. Bruce a trata de forma visivelmente diferenciada em relação a qualquer outro ladrão, sendo muito mais brando com seus crimes. Selina, por sua vez, gosta de seduzi-lo e, vez por outra, até larga a capa de vilã e ajuda o Morcego contra alguma ameaça a inocentes; Na continuidade pré-Crise, as versões de Batman e Mulher Gato da Terra-2 (um universo alternativo) haviam se casado na década de 1950, e mais tarde Selina deu à luz uma filha, Helena Wayne (Caçadora) em 1957.

Em All Star Batman and Robin the Boy Wonder, os sentimentos do Batman por ela são baseados no fato de que ela é uma espécie de versão feminina dele: outra criatura escura e bonita que ronda a noite. Na linha do tempo atual, Batman e Mulher-Gato se envolveram romanticamente durante o arco da história Batman: Silêncio. Batman terminou o relacionamento porque tinha medo de que, se eles tivessem um relacionamento, Silêncio a usaria para chegar até ele e também duvidava de sua lealdade a ele, questionando se ela fazia parte do plano para destruir sua vida. Mesmo quando o romance deles reacendeu mais tarde, Batman ainda suspeitava que a redenção de Selina poderia ser resultado de uma limpeza mental que alteraria sua personalidade feita por Zatanna. Mais tarde em Batman: Coração do Silêncio, em uma tentativa de matar Bruce, Silêncio sequestra a Mulher-Gato e arranca seu coração; quando Bruce devolve o coração, ele admite a Selina que ela realmente foi a única mulher a ter conquistado seu coração e que ele sempre a amaria.

### Vilões
Nos anos 1940, temos o Coringa, o palhaço do crime, assassino e psicótico (considerado o pior inimigo do Batman); a sensual Selina Kyle, a Mulher-Gato, ladra com fixação por felinos; Oswald Chesterfield Cobblepot, o Pinguim; o terrível Edward "Nygma" Nashton, o Charada; o ex-promotor Harvey Dent, conhecido como Duas-Caras; o Chapeleiro Louco (Jervis Tetch) e o Espantalho (Jonathan Crane), o senhor do medo. Também na mesma década, temos o Mago, este mais conhecido pela série de 1949.
Nas décadas de 1950 a 1970, temos o surgimento de Victor Fries, o Senhor Frio, Hera Venenosa (Dra. Pamela Lillian Isley), Kobra, Vatele da Gangue Royal Flush e Ra's al Ghul, um dos maiores vilões que o Batman já enfrentou e recentemente voltou a evidência em razão do êxito do filme Batman Begins. Também foi nessa época que Batman conheceu o Homem-Coruja (Thomas Wayne Jr.), uma versão maléfica de si mesmo que veio do Universo de Antimatéria, membro do Sindicato do Crime da Amérika (versão maligna da Liga da Justiça). Nos Novos 52 a origem do Homem-Coruja foi alterada. Thomas Wayne Júnior era o irmão mais novo de Bruce Wayne que ainda em gestação sofreu um acidente. O que o fez nascer prematuro e em estado vegetativo. Thomas e Martha Wayne esconderam o seu filho ô escondendo em um orfanato. Após a morte deles, Júnior acordou de seu estado vegetativo aos 12 anos e encontrou o orfanato abandonado, Júnior é levado pela Corte das Corujas (uma sociedade secreta que regia Gotham desde o Século XIX). Júnior aprende com a Corte artes marciais e a verdade sobre quem ele é e sua família. Ao chegar à vida adulta Júnior assume a identidade do político Lincoln March e se torna próximo de Bruce Wayne e até descobre sua identidade secreta de Batman. Júnior e Bruce se encontram no orfanato onde ele cresceu e lá revela quem ele é para seu irmão. Júnior veste uma armadura que lembra uma Coruja e enfrenta Batman. Após uma batalha fulminante, Batman sai vitorioso e Júnior é dado como morto após a explosão de um prédio e seu corpo não ser encontrado.
Na década de 1980, temos Killer Croc (Crocodilo - Waylon Jones), o Máscara Negra (Roman Sionis) e o Ventríloquo (Arnold Wesker), junto de seu boneco Scarface, que é um marionete.
Bane e Arlequina (Harleen Quinzel) surgiram na década de 1990, e, mais recentemente, o Silêncio.
Outros vilões também estão presentes nos quadrinhos e nas séries de desenhos animados de Batman, como por exemplo Face-Falsa, Rei Tut, Homem-Gato, o Pistoleiro, Cara-de-Barro (Basil Karlo da série The Batman e Matt Hagen), Morcego Humano (Robert Kirkland Langstrom), Vagalume (Garfield Lynns) e o segundo Robin (Jason Todd), que é assassinado pelo Coringa e renasce sob a máscara de Capuz Vermelho.

## Elseworlds
Batman é provavelmente o personagem que já estrelou mais edições de Elseworlds (publicação de histórias em um mundo à parte em eventos nao-convencionais). Já foi retratado como um cavaleiro medieval, um burguês do século XIX e mesmo num futuro cibernético no qual enfrentava um vírus de computador chamado Coringa (na história Digital Justice). Isto se deve provavelmente à maior facilidade de adaptar a base de sua história a outros cenários, visto se tratar de um ser humano normal, sem poderes.
- Trilogia Batman & Drácula: Chuva Rubra / Tempestade de Sangue / Bruma Escarlate, escrita por Doug Moench e desenhada por Kelley Jones, com arte-final de Malcom Jones III e Les Dorscheid no primeiro capítulo e John Beaty nos dois últimos.
- Série O Reino do Amanhã (Kingdom Come) com texto de Mark Waid e traços realistas de Alex Ross. Nessa minissérie de quatro edições, é mostrado um Batman diferente e envelhecido, mas nem por isso menos brilhante. A saga é considerada um marco na história da DC Comics. Em 2004, ganhou uma republicação pela Panini Comics, numa única edição encadernada, contendo todas as quatro edições da minissérie e mais uma história inédita.

## Outros mídias

### Animações
- Década de 1960: The Batman/Superman Hour
- Década de 1970: Super Friends (Super Amigos)
- Década de 1970: The New Adventures Of Batman
- Década de 1970: The New Scooby-Doo Movies (participação especial)[30]
- Década de 1980: Super Powers: Galactic Guardians
- Década de 1990: Batman: The Animated Series
- Década de 1990: Batman - A Máscara do Fantasma
- Década de 1990: The New Batman Adventures
- Década de 2000: Batman Beyond (Batman do Futuro)
- Década de 2000: Liga da Justiça
- Década de 2000: The Batman
- Década de 2000: Batman: The Brave and the Bold (Batman: Os Bravos e Destemidos)
- Década de 2010: Beware the Batman (A Sombra do Batman)[31]
- Década de 2010: Batman: Under The Red Hood
- Década de 2010: Batman: O Cavaleiro das Trevas - Parte 1
- Década de 2010: Batman: O Cavaleiro das Trevas - Parte 2
- Década de 2010: O Filho do Batman
- Década de 2010: Batman vs. Robin
- Década de 2010: Batman: Bad Blood
- Década de 2010: Batman Ninja
- Década de 2010: Batman: Silêncio
- Década de 2020: Batman: O Longo Dia Das Bruxas (Partes 1 e 2)

### Anime
- 2008 - Batman: Have I Got A Story For You
- 2008 - Batman: Crossfire
- 2008 - Batman: Field Test
- 2008 - Batman: In Darkness Dwells
- 2008 - Batman: Working Through Pain
- 2008 - Batman: Dead Shot

### Jogos eletrônicos
- Batman: The Caped Crusader para várias plataformas de 8-bits e 16-bits
- Batman: Return of the Joker para NES e Game Boy
- Batman Returns para NES, Super NES, Mega Drive, Sega CD, Game Gear e Lynx
- Batman: The Animated Series para Game Boy
- The Adventures of Batman & Robin para Super NES, Mega Drive, Sega CD e Game Gear
- Batman Forever para Super NES, Game Boy, Mega Drive, e Game Gear
- Batman Forever: The Arcade Game para arcade, PlayStation e Sega Saturn
- Batman & Robin para PlayStation
- Batman: Total Chaos para Game Boy Color
- Batman Beyond: Return of the Joker para Nintendo 64 e PlayStation
- Batman Vengeance para GameCube, PlayStation 2, PC, Xbox, Game Boy Advance e Microsoft Windows
- Batman: Rise of Sin Tzu para PlayStation 2, Xbox, GameCube e Game Boy Advance
- Batman: Dark Tomorrow para PlayStation 2 (cancelado), Xbox e GameCube
- Batman Begins para PlayStation 2, Xbox, GameCube e Game Boy Advance
- Lego Batman: The Videogame para Wii, Nintendo DS, PlayStation 2, PlayStation 3, Xbox 360, Microsoft Windows e PlayStation Portable
- Batman: Arkham Asylum para PlayStation 3, Xbox 360 e Microsoft Windows
- Batman: Arkham City para PlayStation 3, Wii U, Xbox 360 e Microsoft Windows
- Gotham City Impostors para PlayStation 3, Xbox 360 e Microsoft Windows
- Lego Batman 2: DC Super Heroes para PlayStation 3, Xbox 360, Microsoft Windows, PlayStation Vita, Nintendo DS, Nintendo 3DS e Wii
- Injustice: Gods Among Us para PlayStation 3, Wii U, Xbox 360, iPhone e MacOS
- Batman: Arkham Origins para PlayStation 3, Xbox 360 e Microsoft Windows
- Batman: Arkham Origins Blackgate para Nintendo 3DS e PlayStation Vita
- Lego Batman 3: Beyond Gotham para Playstation 3, Playstation 4, Xbox One, Xbox 360 e Microsoft Windows
- Batman: Arkham Knight para PlayStation 4, Xbox One e Microsoft Windows
- Batman: The Telltale Series para PlayStation 4, Xbox One, PlayStation 3, Xbox 360, Android, Microsoft Windows, iOS, Mac OS Classic
- Injustice 2 para PlayStation 4, Xbox One e Microsoft Windows, Android e iOS

## Televisão

### Séries e comerciais

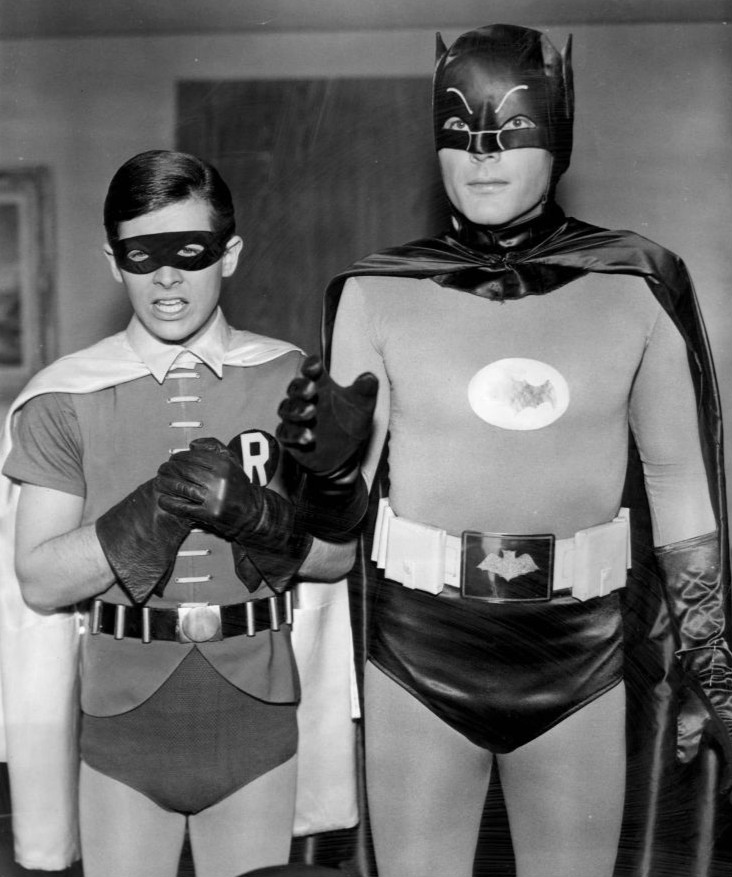
Burt Ward e Adam West protagonizaram a série de TV Batman e Robin, exibida originalmente entre 1966 e 1968

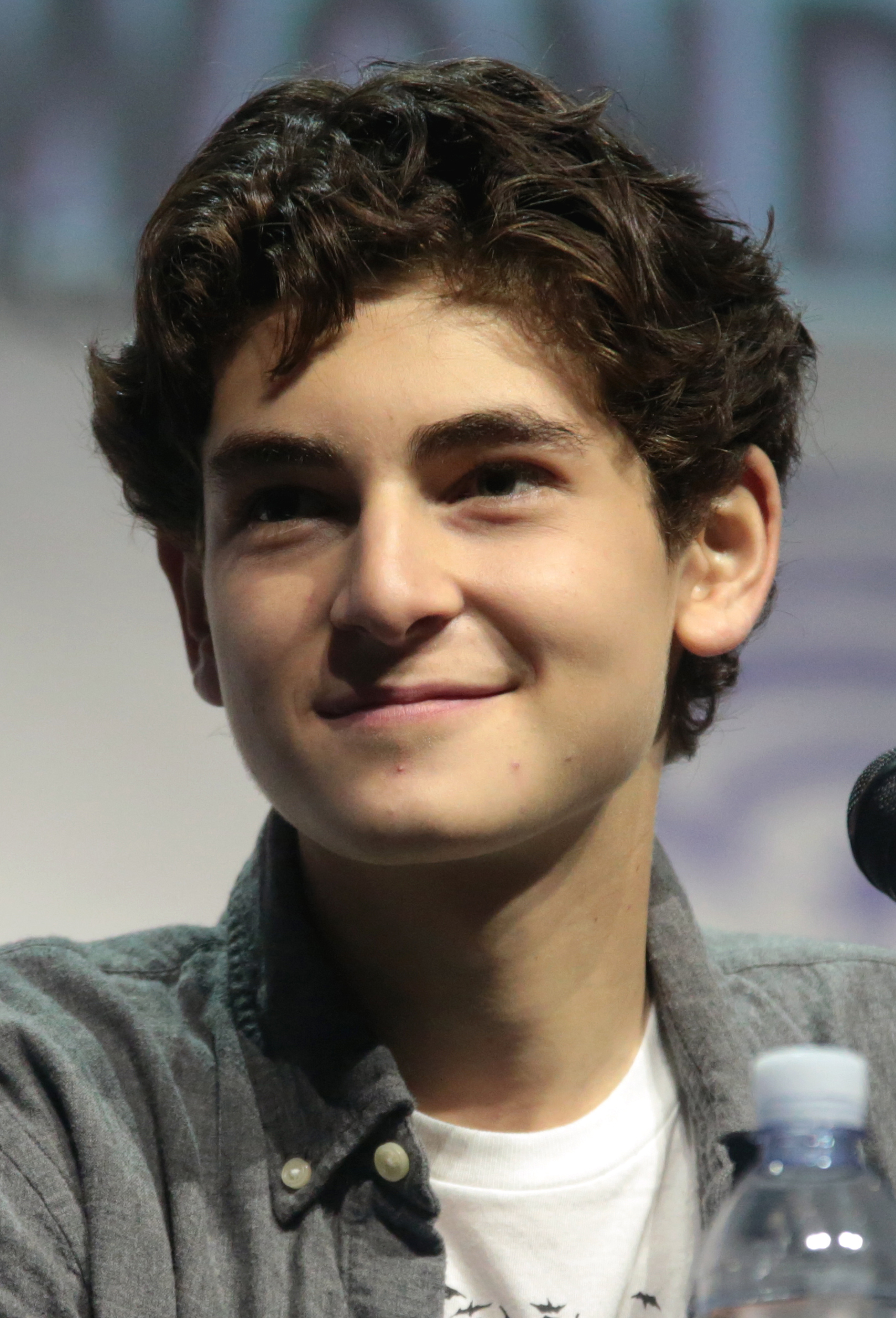
David Mazouz deu vida a Bruce Wayne na série Gotham

#### Série de 1966
De 1966 a 1968, a ABC exibiu a série de TV Batman. Estrelada por Adam West como Batman e Burt Ward como Robin, a série tinha estética camp e mais preocupação com o humor (equipamentos como "bat-repelente de tubarão", onomatopeias- SOC!, POW! - nas lutas, os "santa (…), Batman!" de Robin).
A série entrou para a cena "cult", embora seja considerado infantil por alguns fãs. A série influenciou a estética dos quadrinhos, principalmente na Era de Prata, quando os quadrinhos dos EUA passavam por criticas e repressão.

#### Os comerciais da OnStar e a polêmica sobre quem foi o Batman na sérieBirds of Prey
A série de TV da The WB, originalmente exibida entre 2002 e 2003, Birds of Prey, era baseada nos personagens da DC. Bruce Wayne/Batman fazia aparições esporádicas na série, incluindo uma pequena ponta na abertura. Entretanto, por nunca ser oficialmente creditado, não se sabe quem foi o interprete do personagem no programa.
Na época, surgiram teorias de que Bruce Thomas, ator que ficou famoso por ser o Batman em uma série de seis comerciais de TV do serviço OnStar, da General Motors, que foi ao ar entre 2000 e 2002, teria sido, também, o interprete
do herói na série de TV Birds of Prey. Os comerciais da OnStar com o herói ficaram famosos, e foram bem recebidos pelo público.
Porém, em entrevistas recentes, Bruce negou sua participação nos eventos:
"...That's not an accurate credit...Unfortunately. I didn't do any shooting for "Birds of Prey"..." – "...Esse não é um crédito preciso...Infelizmente. Eu não fiz nenhuma filmagem para "Birds of Prey"..." – Bruce Thomas.

#### Gotham
Entre 2014 e 2019, a FOX exibiu a série Gotham, focada na rotina conturbada do detetive James Gordon e na briga de poder entre mafiosos em busca do controle da cidade, mas que mostra, em segundo plano, o desenvolvimento das habilidades intelectuais e físicas de Bruce Wayne logo após o assassinato de seus pais. No Brasil, a série foi transmitida pela Warner e Netflix. David Mazouz deu vida ao Bruce Wayne na série.

#### Titans
Após muita expectativa, Bruce Wayne finalmente apareceu na série de TV Titans, produzida pela DC Universe, sendo interpretado pelo ator Iain Glen. A entrada de Bruce na série gerou grandes especulações e muita expectativa entre os fãs e críticos, e a estreia do personagem só aconteceu na 2ª temporada da série, já que na primeira, o personagem só apareceu nas sombras, por base de "cameos". Agora, parece que Bruce Wayne/Batman continuará na série, uma vez que Ian já foi confirmado para a terceira temporada.

#### Crise nas Infinitas Terras
Uma das melhores e mais aguardadas aparições de Bruce Wayne na TV, aconteceu no dia 9 de dezembro de 2019, quando foi originalmente exibido o segundo capítulo, chamado Batwoman, do mega crossover de séries de TV da DC Universe, Crise nas Infinitas Terras. No episódio em questão, Bruce Wayne aparece sendo interpretado pelo ator Kevin Conroy, o que se caracterizou em uma das maiores homenagens já feitas a um interprete do Batman, isso, porquê, Conroy é o maior dublador (em questão de quantidade) da história do personagem, contando filmes de animação e desenhos animados, mas, nunca havia participado de um live-action interpretando o herói. Crise nas Infinitas Terras se caracterizou por fazer homenagens do tipo, e trazendo antigos interpretes de volta a seus papéis originais, como Burt Ward, intérprete do Robin na série de 1966, e que fez uma participação no especial.

#### Batwoman
Na série de TV Batwoman, do canal The CW, Bruce Wayne é interpretado pelo ator irlandês Warren Christie.
| Interprétes do personagem na TV | Interprétes do personagem na TV | Interprétes do personagem na TV | Interprétes do personagem na TV                     | Interprétes do personagem na TV      |
| ------------------------------- | ------------------------------- | ------------------------------- | --------------------------------------------------- | ------------------------------------ |
|                                 |                                 |                                 |                                                     |                                      |
| Adam West Batman (1966–1968)    | David Mazouz Gotham (2014–2019) | Iain Glen Titans (2018–2023)    | Kevin Conroy Crise nas Infinitas Terras (2019–2020) | Warren Christie Batwoman (2020–2021) |

## Cinema

### Anos 1940
O Batman foi o segundo super-herói da Era de Ouro dos quadrinhos a ter um live-action - o primeiro foi o Shazam, que na época ainda era chamado de Captain Marvel (Capitão Marvel), com o programa The Adventures of Captain Marvel, de 1941.
Na década de 1940, dois cine-seriados foram lançados sobre o Morcego: o primeiro foi O Morcego, de 1943, com Lewis Wilson no papel principal de Bruce Wayne / Batman, se tornando o primeiro ator a dar vida ao personagem,  nas telonas; já a segunda cine-série do herói, foi Batman & Robin, de 1949, com Robert Lowery no papel do Homem-Morcego.
Apesar do primeiro filme, de 1943, ter sido usado como "propaganda de guerra", com um Batman agente do FBI lutando contra um inimigo japonês (principal rival dos EUA na Segunda Guerra Mundial), o Dr. Tito Daka, que queria dominar os EUA; o segundo filme, de 1949, já foi mais fiel aos quadrinhos.

### Batman: The Movie(1966)
Em 1966, foi produzido o telefilme Batman, O Homem Morcego, como forma de promover a série de TV que iria estrear. Tanto o filme, quanto a série, foram estreladas por Adam West, no papel de Bruce Wayne / Batman.
Esse, foi o único filme do Morcego entre as décadas de 1950 e 1980. E, apesar dele ser um longa-metragem, a única exibição desse filme nos cinemas, aconteceu em 30 de junho de 1966, justamente na sua estreia, quando ele foi exibido para um público selecionado, no tradicional Paramounth Theatrer, em Austin, no Texas. As demais exibições, se deram apenas na TV.
Adam West se tornou, na época, o único ator a interpretar Batman em série de TV e longa-metragem, em live-action.

### Era Burton/Schumacher
Era Burton (1989 - 1992)

A partir de 1989, diversos filmes do personagem foram feitos: Tim Burton dirigiu os aclamados Batman (1989) e Batman Returns (1992), que teve Michael Keaton no papel do herói nos dois filmes.
O sucesso dos filmes de Burton, fizeram com que a produção desse início a mais um filme.
Era Schumacher (1995 - 1997)

Mas, na terceira etapa do projeto, o diretor Tim Burton foi substituído por Joel Schumacher, que deu continuidade a série. A saída de Burton se deu após conflitos de interesse com o estúdio, que queria filmes mais comerciais, para venda de brinquedos. Burton seguiu no projeto, apenas como produtor executivo.
Schumacher dirigu Batman Forever (1995), que teve Val Kilmer no papel do herói; e depois, Batman & Robin (1997), que teve George Clooney como o Homem-Morcego. Nesse último, Burton já não fazia mais parte da produção.
Batman Forever se tornou uma das maiores bilheterias de 1995 e a maior da franquia, dando ao diretor a direção de mais um filme, no entanto, o segundo filme de Schumacher não teve a mesma recepção e apreço, nem pelos fãs e nem pelos críticos. Schumacher planejava um terceiro filme para o herói, mas devido ao fracasso de seu Batman & Robin, intitulado Batman: Triumphant, esse projeto não aconteceu, e assim, foi encerrada a chamada "Era Burton/Schumacher".

### Trilogia Cavaleiro das Trevas de Christopher Nolan
Begins (2005)

A trilogia Cavaleiro das Trevas, do diretor Christopher Nolan, começou com Batman Begins (2005), com Christian Bale no papel do Morcego, enfrentando dois grandes vilões: o Espantalho (Cillian Murphy) e Ra's Al Ghul (Liam Neeson).
Cavaleiro das Trevas (2008)

A série alcançou seu ápice de sucesso com a continuação, The Dark Knight (2008), que contou com a incrível montagem em Aaron Eckhart, para criar o Two-Face (Duas-Caras); além da memorável interpretação do Joker (Coringa) feita por Heath Ledger, que rendeu o Oscar póstumo de melhor ator-coadjuvante ao ator.
Cavaleiro das Trevas Ressurge (2012)

Mas com a morte de Ledger, o ator que se consagrou ao dar vida ao maior vilão do Batman, a trilogia de Nolan encerrou com The Dark Knight Rises (2012), apresentando Tom Hardy no papel de Bane e Anne Hathaway no papel de Mulher-Gato.

### Universo Estendido DC (DCEU)
Início
Em 2016, a DC Studios (DC Films na época) deu-se início ao seu Universo compartilhado no cinema, em uma tentativa de competir com os filmes do Universo Cinematográfico Marvel da Marvel Studios que estavam no auge. Ben Affleck foi escolhido para viver Bruce Wayne / Batman em Batman v Superman: Dawn of Justice (2016), dirigido por Zack Snyder; Esquadrão Suicida (2016), dirigido por David Ayer; e Liga da Justiça (2017), também dirigido por Zack Snyder, mas que foi finalizado pelo diretor Joss Whedon, depois que Snyder precisou deixar a produção por motivos pessoais.
The Batman (DCEU)
Ainda em 2019, uma nova produção solo do Batman chegou a ser discutida, chamada temporariamente de The Batman, desta vez com a direção de Ben Affleck, foi anunciada pela DC. Porém, alguns meses depois, Ben Affleck deixou a produção alegando problemas de saúde..
Matt Reeves foi escolhido para substituir Affleck na direção do filme. Em maio de 2019, Robert Pattinson foi confirmado como o novo Batman do cinema, a produção já estava em andamento e lançamento previsto para 2021.. Entretanto, em outubro de 2020, foi confirmado que o filme The Batman teria seu lançamento adiado para 2022. O adiamento foi causado devido à pandemia de COVID-19 que afetou todo o planeta.
Além de todos esses atrasos, posteriormente foi confirmado que o filme de Reeves não faria mais parte do Universo Estendido DC (DCEU).
Zack Snyder's Justice League (2021)

Em 18 de março de 2021, foi lançado, mundialmente, através da HBO Max, o corte do diretor Zack Snyder para o filme Liga da Justiça. A versão, chamada de Zack Snyder's Justice League, colocou Ben Affleck no topo da lista como o ator que mais atuou no papel de Bruce Wayne / Batman em filmes longas-metragens.
Originalmente, o filme seria lançado nos cinemas, mas a crise causada pela Pandemia de COVID-19, levou os produtores a lançarem o longa diretamente pelo serviço de streaming. Em países que não tinham o serviço da HBO Max, como o Brasil, o filme foi disponibilizado para ser alugado em plataformas digitais (como o Google Play Filmes)..
The Flash (2023)

Em 2020, foi confirmado que o Batman, assim como outros personagens da Liga da Justiça, estaria no filme The Flash, que seria lançado em 2022, mas que foi adiado para 2023..
Como o filme do Velocista Escarlate, seria principalmente inspirado pelos acontecimentos da HQ Flashpoint (Ponto de Ignição, no Brasil), se tornou provável que mais de uma versão do Batman fosse aparecer na obra.
Quando o filme começou a ser gravado, Ben Affleck e Michael Keaton foram confirmados para aparecerem no longa, como suas respectivas versões do Morcego - o que comprovou a teoria de que haveria mais de um Batman no filme. sendo que até o momento, eles foram os únicos "Batman" que apareceram no set de filmagens para gravar suas cenas para o filme.
Só que, com o lançamento do filme, em junho de 2023, o público foi surpreendido com a aparição de não apenas esses 2 Morcegos, mas com o surgimento de 4 Batman na tela: além dos já confirmados Affleck e Keaton; Adam West, o Batman dos anos 1960; e George Clooney, de Batman & Robin (1997), também apareceram no filme. Clooney gravou suas cenas pessoalmente; enquanto West, que faleceu em 2017, apareceu através de um rápido cameo, em cena recuperado de arquivos da série de 66, e reconstruída com ajuda de computação gráfica.
Batgirl (cancelado)

No início de 2022, Michael Keaton ainda foi confirmado no filme Batgirl, que estava sendo produzido, e seria lançado, exclusivamente, na plataforma HBO Max (atual Max). Mas, em agosto do mesmo ano, quando o filme já estava em fase de pós-produção, a obra foi simplesmente cancelada, após mudanças internas na direção do estúdio.

### Universo Phillips
Bruce Wayne, ainda criança, aparece no aclamado Joker (2019), do diretor Todd Phillips. No filme, o jovem Bruce foi interpretado por Dante Pereira-Olson. 

### Universo Reeves
Reeves já havia confirmado que seu filme não faria parte do Universo Estendido DC (DCEU); inaugurando um novo Universo; o que gerou uma expectativa muito grande do público, principalmente após o anuncio de Pattinson como protagonista.
Em março de 2022, após inúmeros adiamentos, por causa das mudanças na produção, e da Pandemia da COVID-19; finalmente foi lançado o esperado The Batman, com o ator Robert Pattinson dando vida ao herói. O filme, de quase 3h de duração, foi bastante apreciado.
A obra foi um sucesso, e o Universo Reeves já rendeu frutos: a série derivada do filme, The Penguin, focada no personagem Pinguim, interpretado por Collin Farell, que foi lançada na plataforma Max em 19 de Setembro de 2024. Além disso, uma continuação de The Batman, por enquanto chamada de The Batman: Part II, também já foi confirmada, com Pattinson reprisando o papel de Morcego; e estreia para 2 de Outubro de 2026. Um terceiro filme do Universo Reeves intitulado The Batman 3 está previsto para estrear em 2027.
| Intérpretes do personagem no cinema                   | Intérpretes do personagem no cinema                                                     | Intérpretes do personagem no cinema | Intérpretes do personagem no cinema                                                | Intérpretes do personagem no cinema |
| ----------------------------------------------------- | --------------------------------------------------------------------------------------- | --- | ---------------------------------------------------------------------------------- | ----------------------------------- |
|                                                       |                                                                                         | |                                                                                    |                                     |
| Lewis Wilson O Batman (1943)                          | Robert Lowery Batman & Robin (1949)                                                     | Adam West Batman, O Homem Morcego (1966) The Flash (2023, póstumo)                                                                                         | Michael Keaton Batman (1989) Batman Returns (1992) Batgirl (2022) The Flash (2023) | Val Kilmer Batman Forever (1995)    |
|                                                       |                                                                                         | |                                                                                    |                                     |
| George Clooney Batman & Robin (1997) The Flash (2023) | Christian Bale Batman Begins (2005) The Dark Knight (2008) The Dark Knight Rises (2012) | Ben Affleck Batman v Superman: Dawn of Justice (2016) Esquadrão Suicida (2016) Liga da Justiça (2017) Zack Snyder's Justice League (2021) The Flash (2023) | Robert Pattinson The Batman (2022)                                                 |                                     |

### Versões infantis no cinema
Aparições com foco na cena de assassinato do casal Wayne
O assassinato do casal Thomas e Martha Wayne é uma das cenas mais importantes e emblemáticas da história do Batman, pois ela praticamente justifica a existência do herói, uma vez que o brutal assassinato do casal define todo o futuro do jovem Bruce Wayne como justiceiro.
Por isso, em alguns filmes do Batman, a cena do assassinato dos pais de Bruce é retratada, afim de mostrar a origem traumática do herói; e isso faz com que esses filmes acabem mostrando uma versão infantil do personagem. Dos 14 filmes já produzidos, onde Bruce Wayne/Batman apareceu, até o momento, a versão infantil do personagem, bem como, a fatídica cena do assassinato de seus pais, apareceu em cinco deles: Batman (1989), Batman Forever (1995), Batman Begins (2005), Batman v Superman: Dawn of Justice (2016) e Joker (2019).
Com as exceções de Batman Begins (2005) - onde a versão jovem de Bruce tem outras cenas importantes, no começo do filme, além da cena do próprio assassinato dos pais, em si -; e Joker (2019) - onde toda a história do filme se passa apenas durante a infância de Bruce -; nos outros filmes, a versão infantil do personagem só aparece rapidamente, como flashback, na cena focada no fatídico assassinato de seus pais.
Outras aparições
As únicas aparições do jovem Bruce Wayne que não estão ligadas diretamente a cena do assassinato de seus pais, aparecem nos filmes Batman & Robin (1997); The Dark Knight Rises (2012) e The Batman (2022).
Em Batman & Robin é mostrada a relação de Bruce com Alfred durante a infância do garoto, para justificar o afeto do patrão com o mordomo que se encontra enfermo. Já em The Dark Knight Rises, a versão jovem de Bruce aparece uma única vez, e foi recuperada de uma cena de Batman Begins: a cena em questão mostra uma pequena interação de Bruce com seu pai. Já em The Batman, a versão infantil de Bruce só aparece em fotos ou em pequenos trechos de vídeos antigos, durante a campanha eleitoral de seu pai (Thomas) para prefeitura de Gotham.
Atores
Por serem cenas tão importantes, mas de curta duração, muitas vezes os atores mirins interpretes de Bruce Wayne na infância do personagem acabam não ganhando tanto destaque. Com exceção de Dante Pereira-Olson, que interpretou o jovem Bruce em Joker (2019), os demais atores mirins não são tão conhecidos, porém são creditados.
| Ano  | Filme                              | Ator mirim que fez Bruce Wayne criança |
| 1989 | Batman                             | Charles Roskilly                       |
| 1995 | Batman Forever                     | Ramsey Ellis                           |
| 1997 | Batman & Robin                     | Eric Lloyd                             |
| 2005 | Batman Begins                      | Gus Lewis                              |
| 2012 | The Dark Knight Rises              | Gus Lewis                              |
| 2016 | Batman v Superman: Dawn of Justice | Brandon Spink                          |
| 2019 | Joker                              | Dante Pereira-Olson                    |
| 2022 | The Batman                         | Oscar Novak                            |